# Progress M-44
Progress M-44 (ryska: Прогресс М-44) eller som NASA kallar den, Progress 3 eller 3P, var en rysk obemannad rymdfarkost som levererade förnödenheter, syre, vatten och bränsle till rymdstationen ISS. Den sköts upp med en Sojuz-U-raket från kosmodromen i Bajkonur den 26 februari 2001 och dockade med rymdstationen den 28 februari.
Efter att ha lastats ur och fyllts med sopor lämnade den stationen på morgonen den 16 april 2001 och några timmar senare brann den som planerat upp i jordens atmosfär.

### Fotnoter
1. ↑  ”NASA Space Science Data Coordinated Archive” (på engelska). NASA. https://nssdc.gsfc.nasa.gov/nmc/spacecraft/display.action?id=2001-008A. Läst 1 mars 2020.
2. ↑  Manned Astronautics - Figures & Facts Arkiverad 10 oktober 2007 hämtat från the Wayback Machine., läst 15 juli 2016.